# كاثرين روس (كاتبة)
كاثرين روس (بالإنجليزية: Kathryn Ross)‏ هي كاتِبة بريطانية، ولدت في 1966 في أفريقيا. تعيش في لانكشر، إنجلترا. 